# Kanton Lalinde
Lalinde is een kanton van het Franse departement Dordogne. Het kanton maakt deel uit van het arrondissement Bergerac.

## Geschiedenis
Het kanton omvatte tot 22 maart 2015 naast de hoofdplaats Lalinde slechts 13 andere gemeenten gemeenten: Baneuil, Cause-de-Clérans, Couze-et-Saint-Front, Lanquais, Liorac-sur-Louyre, Mauzac-et-Grand-Castang, Pressignac-Vicq, Saint-Agne, Saint-Capraise-de-Lalinde, Saint-Félix-de-Villadeix, Saint-Marcel-du-Périgord, Varennes en Verdon
Op die dag werden de gemeenten van de op deze dag opgeheven kantons Beaumont-du-Périgord, Le Buisson-de-Cadouin en Monpazier en de gemeenten Pezuls en Sainte-Foy-de-Longas van het eveneens op die dag opgeheven kanton Sainte-Alvère opgenomen in het kanton. 
Op 1 januari 2016 fuseerden Beaumont-du-Périgord, Labouquerie, Nojals-et-Clotte en Sainte-Sabine-Born tot de commune nouvelle Beaumontois en Périgord waardoor het aantal gemeenten in het kanton weer terugliep van 49 naar 46.